# 메리 스튜어트 마스터슨
메리 스튜어트 매스터슨(Mary Stuart Masterson, 1966년 6월 28일 ~ )은 미국의 배우, 영화 감독이다. 《가족》(1989)으로 1990년 제61회 전미 비평가 위원회상 여우조연상을 수상하였다.

## 작품 목록

### 영화 출연
- 스텝포드 와이브스 (1975)
- 폐쇄 구역 (1986)
- 사랑시대 (1987)
- 알렉스 두 번 죽다 (1989)
- 가족 (1989)
- 유쾌한 사랑 (1990)
- 프라이드 그린 토마토 (1991)
- 베니와 준 (1993)
- 나쁜 여자들 (1994)
- 미스터 플라워 (1996)
- 헤븐스 프리즈너 (1996)
- 마이 러브 리키 (1997)
- 포스트맨 (1997)
- 신의 손 (2004)
- 스킨 (2018)
- 다니엘 이즌 리얼 (2019)
- 프레디의 피자가게 (2023)

### 영화 연출
- 참을 수 없는 사랑 (2007)

### 텔레비전 출연
- 새터데이 나이트 라이브 (1992)
- 블루스 클루스 (2004)
- 로앤오더: 성범죄 전담반 (2004-07)
- 터치 (2012)
- 굿 와이프 (2013)
- 블루 블러드 (2015)
- NCIS (2017)
- 블라인드스팟 (2017-19)